# Фома из Кантемпре
Фома́ из Кантемпре́ (также Фома́ Кантемпре́йский, Фома́ Кантипрата́нский, Фома́ Браба́нтский; лат. Thomas Cantipratensis или Thomas Cantimpratanus, нидерл. Thomas van Cantimpré или Thomas de Chantimpré или Thomas De Brabant или Thomas van Bellenghem или Thomas De Monte; около 1201, Синт-Питерс-Леув, Брабант — между 1263 и 1280, Лёвен) — фламандский католический священник, энциклопедист, агиограф, игравший в то же время важную роль в средневековом естествознании.

## Биография
Вероятно, родился в Синт-Питерс-Леуве близ Брюсселя около 1201 году. По его собственным воспоминаниям, происходил из знатного брабантского рода, его отец якобы сражался в Святой Земле вместе с английским королём Ричардом Львиное Сердце. После возвращения отца на родину (около 1206 года), Фома был отправлен тем на учёбу в Льеж. Обучение длилось около 10 лет и проходило под руководством кардинала Жака де Витри. В 1217 году Фома стал каноником августинского устава монастыря в Кантемпре близ Камбре, откуда в дальнейшем получил своё прозвище. В 1232 году в Лёвене вступил в доминиканский орден. В том же году был направлен ими на обучение в Кёльн, где его наставником стал Альберт Великий. В 1237 году продолжил обучение в Париже, где стал участником диспутов о множенстве бенефиций (1238) и о Талмуде (1239—1240). 1238 или в 1246  был назначен вице-приором доминиканского монастыря в Лёвене, где исполнял также обязанности лектора. По некоторым данным планировался к назначению епископом Лёвена, но оно не состоялось. Умер в Лёвене, год смерти не установлен — разные источники называют от 1263 до 1280 года, однако большинство из них называют даты между 1270 и 1272 годами.

## Сочинения

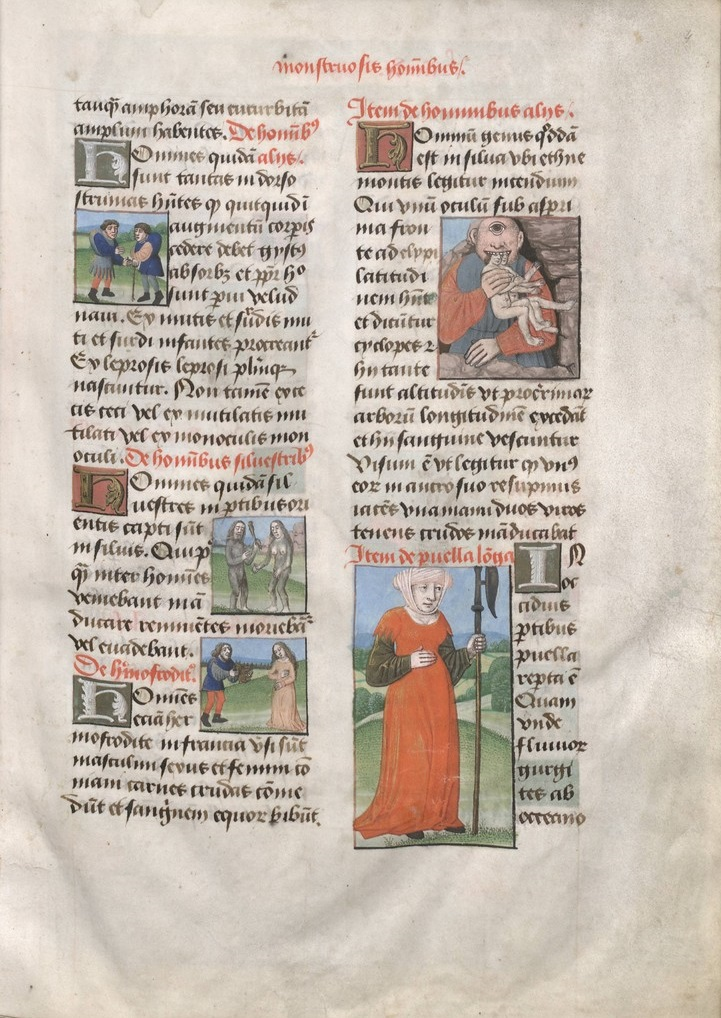
Страницы из рукописного издания De natura rerum

Наиболее значимым произведением является 20-томная энциклопедия De natura rerum (с лат. — «О природе вещей»), которую Фома писал в течение 15 лет (1230—1244). Это компиляция сведений по естественным наукам того времени, одно из самых авторитетных энциклопедических изданий средневековья. Животные в его главной книге описываются по алфавиту (тома III—IX). Иногда одно и то же животное описывается под несколькими названиями. Сфинксы, драконы, омокентавры, древесные гуси фигурируют наряду с реально существующими формами. Анатомо-физиологические взгляды автора не ушли от взглядов Аристотеля, но он иногда задается и сравнительно-анатомическими обобщениями, всё время оставаясь на телеологической почве. Сочинение было чрезвычайно популярным в средневековье и раннем новом времени. Многие другие авторы того времени используют отрывки из него в своих сочинениях: Винсент из Бове в Speculum naturale, Пьер Берсюир в Rectorium morale и даже его учитель Альберт Великий в De animalibus. 
Ещё одной ставшей чрезвычайно популярной книгой Фомы стало сочинение, озаглавленное Bonum universale de apibus (с лат. — «Всеобщая пчелиная благодать», около 1256—1263), в которой он рассказывает о человеческой жизни, сравнивая её с жизнью пчёл. Книга была настолько популярна, что она была тут же переведена на многие европейские языки: указанию короля Франции Карла V был сделан французский перевод под названием Le bien universel des mousches a miel, вышло не менее трёх немецких и не менее двух нидерландских переводов — всего до нашего времени дошло около 80 рукописей этой книги. 
По-видимому, именно в Bonum universale de apibus Фомы из Кантемпре впервые был письменно зафиксирован кровавый навет на евреев — сведения о том, что они якобы используют в ритуальных целях кровь христиан: 
Совершенно точно, что евреи каждой провинции ежегодно решают по жребию, какая община или город должны посылать христианскую кровь другим общинам
Фома полагал, что евреи страдают кровотечением с тех пор, как воззвали к Пилату: «Да будет кровь Его на нас и на детях наших»:
Один очень учёный еврей, который в наше время был обращён в [христианскую] веру, сообщает нам, что один из них, пользовавшийся среди них репутацией пророка, под конец своей жизни сделал следующее предсказание: «Будьте уверены, что облегчение от этого тайного недуга, которому вы подвержены, можно получить только через христианскую кровь» (solo sanguine Christiano)». Этому предложению последовали вечно слепые и нечестивые евреи, которые ввели обычай ежегодно проливать христианскую кровь в каждой провинции, чтобы излечиться от своего недуга.
Фома также сообщает, что евреи неправильно поняли слова своего пророка, который под выражением solo sanguine Christiano имел в виду не «христианскую», а «христову» кровь, то есть, единственный способ излечиться для еврея — это принять христову веру. К сожалению, Фома не упоминает имя своего собеседника, но учёные предполагают, что им мог быть Николя Донин из Ля-Рошели, с которым Фома встречался в Париже в 1240 году во время диспута о Талмуде.
Также Фома из Кантемпре — автор следующих агиографических текстов: 
- Supplementum ad vitam Mariæ Oigniacensis (с лат. — «Дополнение к житию Марии из Уаньи[фр.]», после 1227 — около 1230)
- Vita sanctaæ Margaretæ Yprensis (с лат. — «Житие святой Маргариты Ипрской[англ.]», около 1240)
- Vita sanctæ Christinæ (с лат. — «Житие святой Христины[фр.]», 1242, дополнена в 1249)
- Vita Piæ Lutgardis (с лат. — «Житие святой Лиутгарды», 1246—1248, переписана в 1254)
- Vita Ioannis Cantipratensis (с лат. — «Житие Иоанна из Кантемпре», между 1223 и 1270)
- Hymnus de beato Jordano (с лат. — «Гимн блаженного Иордана», дата написания неизвестна)

## Комментарии
1. ↑  Монастырь был разрушен в ходе боевых действий в 1380 году и более не восстанавливался.
2. ↑  Гибриды быка и осла[10].
3. ↑  Мф. 27:25